# Menhir de la Pedra del Diable
El Menhir de la Pedra del Diable es troba al Parc de la Serralada Litoral, concretament a Vilassar de Dalt (Maresme), declarat bé cultural d'interès local.

## Descripció
Es tracta d'un formidable bloc granític, treballat en arrodoniment per les dues cares laterals. Presenta, a la part superior, una marca serpentiforme, un solc allargat i, a la part mitjana, 3 marques, les quals podrien ésser resultat de senyals de màquines o de tascons de trencament. Devia ésser un menhir magnífic, ja que feia gairebé tres metres d'alçària. Ara està tombat a terra i escapçat. La punta que manca es troba a l'altra banda del camí, a uns 10 metres de la peça principal.
Manel San Francisco Andreu, als anys 60, informà que el menhir estava inclinat arran del camí i tenia un forat al mig. Fins a aproximadament l'any 1970, el menhir encara sencer i estava plantat, però no exactament en el punt on es troba ara. El seu enderroc, desplaçament i fractura són conseqüència de les obres d'eixamplament del camí que es van fer per aquelles dates. Des d'aleshores es va donar per destruït i perdut. El 2007, el Sr. Vicenç Corbera, de Can Maura, mostrà al Sr. Toni Ibáñez, de Vallromanes, on es trobava i aquest va avisar els membres del Museu-Arxiu de Vilassar de Dalt.

## Curiositats
El mapa Descripción topogràfica del lugar y termino de San Ginés de Vilasar, de l'any 1777, indica un mojón (fita) en un punt on coincidien els termes de Vilassar de Dalt, Vallromanes i Premià de Dalt. El menhir es troba efectivament en aquest punt límit dels tres termes, per la qual cosa podria tractar-se de l'esmentat mojón. La tradició oral deia que creixia any rere any. A Vallromanes també s'explica la següent llegenda:
| « | Una noia de La Molinera anava sovint a cercar aigua per als seus pares a la Font d'en Joaquim. Sempre es trobava el dimoni reposant en una pedra del camí, que li preguntava qui era i on anava. Quan li ho deia, el diable li proposava que, a canvi de la seua ànima, mai més no hauria de traginar amunt i avall per a anar a cercar aigua. Quan una dona del poble ho va saber, va proposar a la noia d'escaldar un pollastre a les dotze de la nit, per treure-li la força al dimoni. Així ho van fer i el diable no va tornar a aparèixer, tot i que hi va deixar una enorme pedra (s'explica que constantment traginava pedres amunt i avall). | » |

## Accés
És ubicat a Vilassar de Dalt: cal sortir de la Font de Can Gurguí i recórrer 340 metres per la pista en direcció nord, fins a trobar un camí a la dreta. Prenem aquest camí i pugem 240 m fins a trobar-ne un altre a l'esquerra. El prenem i seguim 420 m fins a arribar a un revolt a la dreta i en pujada. El menhir és a la part interior d'aquest revolt, a la dreta i damunt del marge. Coordenades: x=444173 y=4597463 z=339. UTM: 31 N - 444079 - 4597258.